# Calosopsyche cubana
Calosopsyche cubana är en nattsländeart som först beskrevs av Oliver S. Flint Jr. 1962.  Calosopsyche cubana ingår i släktet Calosopsyche och familjen ryssjenattsländor. Inga underarter finns listade i Catalogue of Life.